# 1936
1936 (MCMXXXVI) je bilo prestopno leto, ki se je po gregorijanskem koledarju začelo na sredo.

## Dogodki
- 6. februar - pričetek zimskih olimpijskih iger v Garmisch - Partenkirchnu, Nemčija.
- 7. marec - Tretji rajh krši versajsko pogodbo, ko zasede demilitarizirano Porenje.
- 9. maj - Italija anektira Etiopijo.
- 17. julij - začne se španska državljanska vojna.
- 1. avgust - pričetek poletnih olimpijskih iger v Berlinu. Prvič je na olimpijskih igrah vključen olimpijski ogenj, poleg tega pa so prvi športni dogodek, prenašan v živo po televiziji.
- 26. avgust - Združeno kraljestvo in Egipt podpišeta sporazum o umiku britanske vojske iz Egipta (z izjemo Sueškega prekopa).
- 14. oktober - Belgija se zavzame za politiko neodvisnosti.
- 25. oktober - Tretji rajh in Italija podpišeta sporazum - začetek osi Rim-Berlin.
- 25. november - Japonska in Tretji rajh podpišeta antikominternski pakt.

## Rojstva
- 4. januar - Gianni Vattimo, italijanski filozof in politik († 2023)
- 17. februar - Stipe Šuvar, hrvaški politik († 2004)
- 4. marec - Jim Clark, škotski avtomobilistični dirkač († 1968)
- 16. april - Šaban Bajramović, srbski romski pevec († 2008)
- 23. april - Roy Kelton Orbison, ameriški pevec, glasbenik († 1988)
- 29. april - Zubin Mehta, indijski dirigent
- 8. junij - Kenneth Geddes Wilson, ameriški fizik, nobelovec († 2013)
- 21. julij - Nani Bregvadze, gruzijska pevka in igralka
- 21. avgust - Wilton Norman Chamberlain, ameriški košarkar († 1999)
- 14. september - Ferid Murad, ameriški zdravnik in farmakolog, nobelovec († 2023)
- 24. september - Jim Henson, ameriški filmski producent († 1990)
- 29. september - Silvio Berlusconi, italijanski politik in poslovnež († 2023)
- 5. oktober - Václav Havel, češki politik, pisatelj in dramatik († 2011)
- 18. november - Ernest Petrič, slovenski ustavni sodnik, politik in diplomat
- 11. december - Hans van den Broek, nizozemski politik († 2025)
- 17. december – Jorge Mario Bergoglio - Frančišek, papež († 2025)

## Smrti
- 20. februar - Georges Vacher de Lapouge, francoski rasistični antropolog (* 1854)
- 9. april - Ferdinand Tönnies, nemški sociolog (* 1855)
- 8. maj - Oswald Spengler, nemški filozof in zgodovinar (* 1880)
- 22. junij - Moritz Schlick, nemški filozof (* 1882)
- 25. julij - Heinrich Rickert, nemški filozof (* 1863)
- 25. avgust - Lev Borisovič Kamenjev, ruski boljševik, politik (* 1883)
- 7. september - Marcel Grossmann, nemški matematik (* 1878)
- 24. september - Jožef Klekl, madžarsko-slovenski pisatelj in novinar (* 1879)
- 2. november -  Thomas Martin Lowry, angleški fizikalni kemik (* 1874)
- 8. november - Mikloš Lutar, slovenski učitelj, pisatelj na Ogrskem (* 1851)
- 27. november - Edward Bach, angleški zdravnik, bakteriolog in zdravilec (* 1886)
- 6. december - Emil Adamič, slovenski skladatelj, dirigent, publicist, kritik (* 1877)
- 31. december - Miguel de Unamuno y Jugo, španski pisatelj in filozof baskovskega rodu (* 1864)

## Nobelove nagrade
- Fizika - Victor Franz Hess, Carl David Anderson
- Kemija - Peter Joseph William Debye
- Fiziologija ali medicina - sir Henry Hallett Dale, Otto Loewi
- Književnost - Eugene Gladstone O'Neill
- Mir - Carlos Saavedra Lamas